# Ferdinand Redler

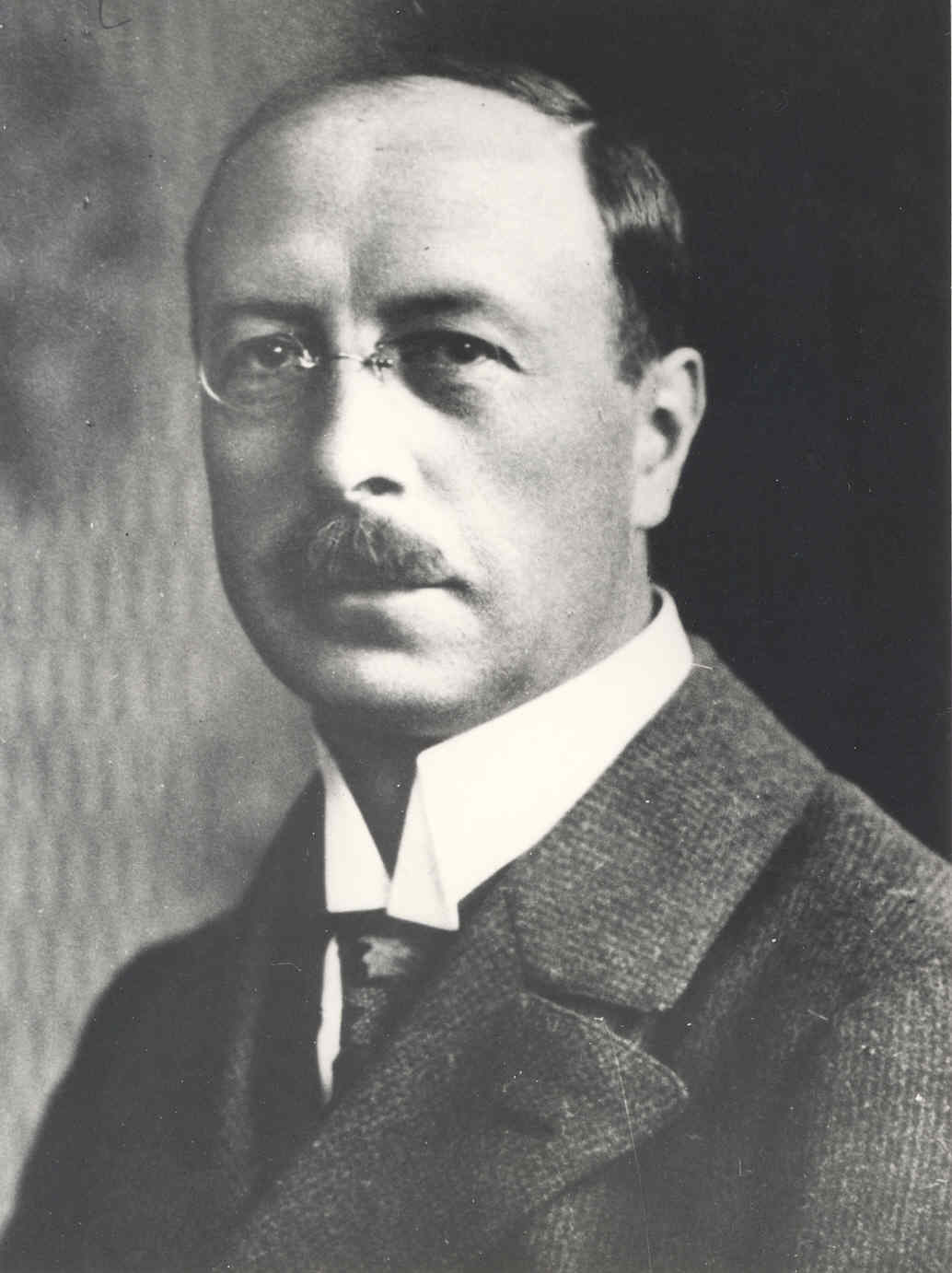
Ferdinand Redler

Ferdinand Redler (* 6. Jänner 1876 in Bregenz; † 18. November 1936 in Wien) war ein österreichischer Jurist und Politiker (CS). Redler war von 1923 bis 1930 sowie von 1931 bis 1934 Landesstatthalter in Vorarlberg, 1930/31 Landeshauptmann und von 1934 bis 1936 Senatspräsident am österreichischen Bundesgerichtshof.

## Leben und Wirken
Ferdinand Redler wurde am 6. Jänner 1876 als Sohn des Damenkleidermachers und Landtagsabgeordneten Josef Redler und seiner Frau Luise Eva Josefine in Bregenz geboren. Nach dem Besuch der Volksschule in Bregenz absolvierte er das Gymnasium Vinzentinum in Brixen, wo er im Jahr 1897 die Matura ablegte. Anschließend begann er ein Studium der Rechtswissenschaften an den Universitäten Graz, München und Wien. Während seiner Studienzeit war er Mitglied der Studentenverbindungen Carolina Graz, Aenania München und Norica Wien. An der Wiener Universität promovierte er schließlich 1902 zum Doktor der Rechte (Dr. iur.). Im Anschluss an sein Studium absolvierte er in Wien und Feldkirch sein juridisches Praktikum und trat anschließend im Jahr 1903 als Praktikant in eine Anwaltskanzlei in Meran ein. Am 12. September 1904 heiratete Ferdinand Redler in Bregenz Maria Katharina Josefina Ölz, mit der er in weiterer Folge fünf gemeinsame Kinder bekam. Im Jahr 1909 eröffnete er in Feldkirch eine eigene Anwaltskanzlei, die bis zum Jahr 1934 führte. 
In die aktive Politik trat Ferdinand Redler am 3. November 1918 ein, als er für die Christlichsoziale Partei Mitglied der Provisorischen Vorarlberger Landesversammlung und zugleich 2. Landeshauptmannstellvertreter in der Landesregierung und Ersatzmitglied für Jodok Fink im Landesrat wurde. Während seiner Vertretungszeit war er vom 27. Dezember 1918 bis zum 16. Juni 1919 zweiter Landeshauptmannstellvertreter in der Landesregierung von Otto Ender.
Ab 1919 war Redler ordentlicher Landtagsabgeordneter im Vorarlberger Landtag als Vertreter des Wahlbezirks Feldkirch. Während seiner Amtszeit als Abgeordneter des Landtags bis 1934 war Redler zweimal, 1923–1930 und 1931–1934, erster Vizepräsident des Vorarlberger Landtags und zudem vom 9. Dezember 1930 bis zum 14. Juli 1931 Landtagspräsident. Auf Ebene der Landesregierung stieg Ferdinand Redler am 17. Juni 1919 zum ersten Landeshauptmannstellvertreter auf. Mit der Einrichtung der neuen Vorarlberger Landesverfassung im Jahr 1923 wurde Redler am 6. November desselben Jahrs der erste Vorarlberger Landesstatthalter, was er bis zu seiner Wahl zum Landeshauptmann am 9. Dezember 1930 blieb. Aufgrund der Bestellung des bisherigen Landeshauptmanns Otto Ender zum österreichischen Bundeskanzler übernahm Ferdinand Redler dessen Amt als Landeshauptmann bis zum 14. Juli 1931. Als Ender nämlich 1931 wieder aus der Bundespolitik nach Vorarlberg zurückkehrte, wurde dieser wieder Vorarlberger Landeshauptmann und Redler abermals als Landesstatthalter sein Stellvertreter. 
Bis zum 5. März 1934 blieb Ferdinand Redler Landesstatthalter mit dem Ressort Gemeindewesen. Im selben Jahr legte er am 15. Juli auch sein Landtagsmandat nieder, um dem Ruf an den Bundesgerichtshof in Wien folgen zu können. Der durch die Maiverfassung von 1934 geschaffene austrofaschistische Ständestaat ermöglichte es Redler, das Amt eines Senatspräsidenten im höchsten rechtsprechenden Organ des neuen Staates zu übernehmen. Dieses Amt hatte Ferdinand Redler bis zu seinem Tod am 18. November 1936 inne.
Seine Schwester Helene, verheiratet mit einem aus Welschtirol stammenden k.k. Oberlandesgerichtsrat, den Redler in seiner Meraner Zeit kennengelernt hatte, war die Mutter des späteren Südtiroler Landeshauptmanns und SVP-Vorsitzenden Silvius Magnago.